# Peter Schilperoort

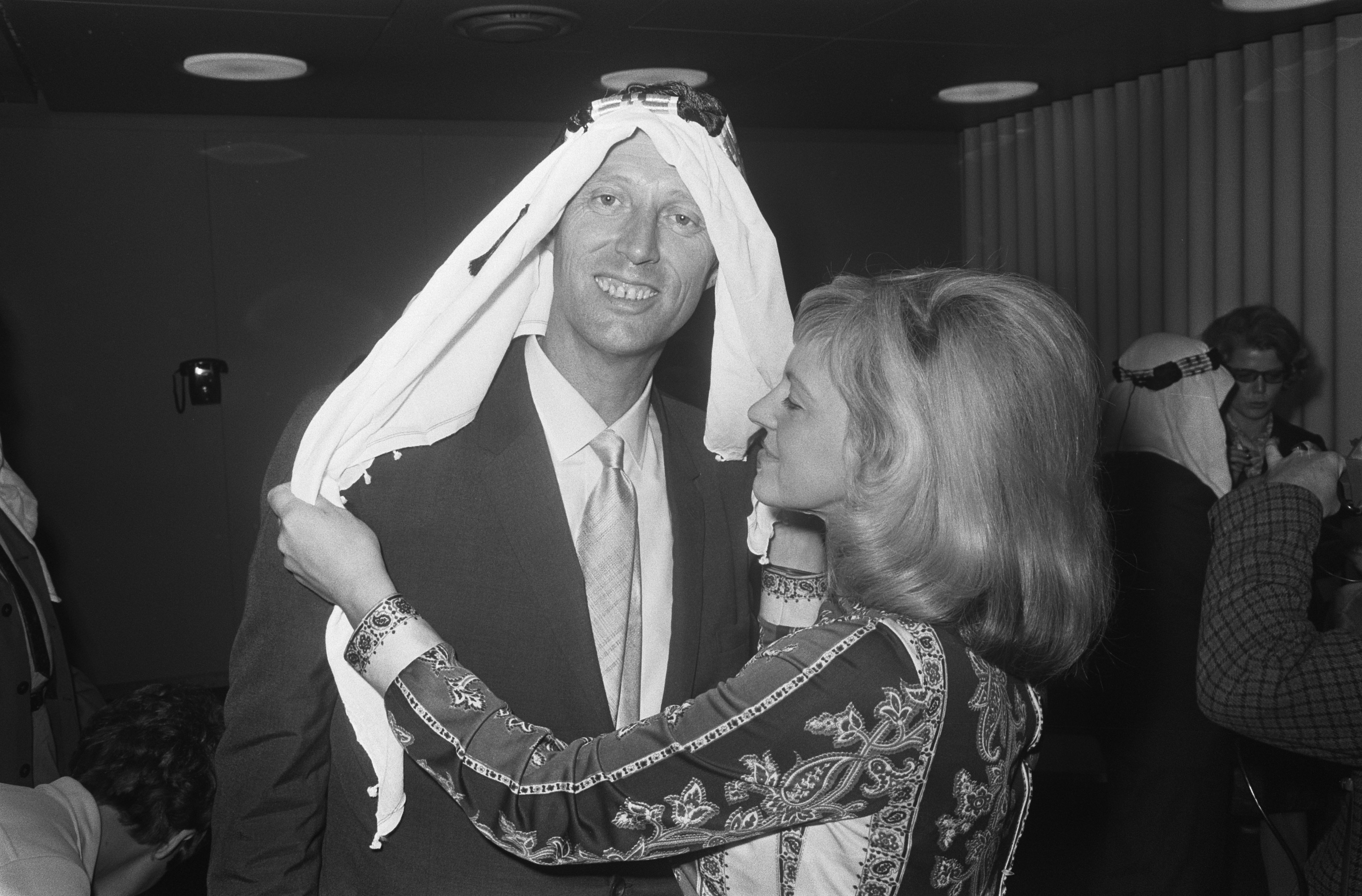
Peter Schilperoort mit keffiye (1969)

Anne Peter Schilperoort (* 4. November 1919 in Den Haag, Niederlande; † 17. November 1990 in Leiderdorp) war ein niederländischer Musiker des Swing- und Dixieland-Jazz, der mehrere Jahrzehnte die Dutch Swing College Band leitete.

## Leben und Wirken
Schilperoort erhielt als Kind Klavierstunden und brachte sich später als Autodidakt Klarinette, Klavier, Baritonsax und Gitarre bei. Der auch als Pat Bronx bekannte Musiker trat zunächst mit den Bouncers auf (ab 1938) und anschließend mit den Swing Papa’s (ab 1939), mit denen es 1941 auch zu Aufnahmen kam. Während der deutschen Besetzung der Niederlande hatte es der Jazz als „Negermusik“ zunehmend schwerer. Trotz Namensänderungen in Slingervaders und Residentie Dansorkest ging die Nachfrage nach den Swing Papas zurück; daher löste sich das Ensemble 1943 auf. Er arbeitete dann in einer Formation, die für den Rundfunk hawaiische und spanische Tanzmusik spielte. Nach der Befreiung der Niederlande spielte er wieder Jazz: Schilperoort gehörte 1945 mit Frans Vink, Henny Frohwein und Tonny Nüsser zu den Gründern der Dutch Swing College Band, die er zwischen 1946 und 1955 leitete und zu ersten Erfolgen führte. Zwischen 1955 und 1959 stieg er aus, um als Ingenieur bei Fokker zu arbeiten. Er organisierte die Band nach seinem Wiedereinstieg 1960 als Berufsensemble; von Joop Schrier übernahm er wieder die Leitung und leitete die Gruppe bis zu seinem Tod 1990. 1962 war er an dem Kurzfilm Big City Blues beteiligt. Auch nahm er mit Jan Mol (1942), mit den Rhythme All Stars (1958) und 1970 gemeinsam mit Wout Steenhuis und dem Roland Shaw Orchestra das Album Double Dutch auf.

## Lexigraphische Einträge
- Carlo Bohländer, Karl Heinz Holler, Christian Pfarr: Reclams Jazzführer. 5., durchgesehene und ergänzte Auflage. Reclam, Stuttgart 2000, ISBN 3-15-010464-5.
- Biografisch Woordenboek van Nederland